# Ed Bredli
Edvard Rudolf „Ed” Bredli, mlađi. (22. jun 1941 – 9. novembar 2006) bio je američki novinar, najbolje poznat po 26 godina rada na televizijskom programu 60 minuta CBS News, za koji je nagrađivan. Tokom njegove ranije karijere on je takođe pokrivao pad Sajgona, bio je prvi crnački televizijski korespondent koji je pokrivao Belu kuću, i voditelj svoje emisije vesti, CBS Sunday Night News with Ed Bradley. On je dobitnik više nagrada za svoj rad uključujući Pibodi, nagrade za životno delo Nacionalne asocijacije crnih novinara, Pol Vajtove nagrade Radio televizijske digitalne novinske asocijacije i 19 Emi nagrada.

## Detinjstvo i mladost
Bredli je rođen u Filadelfiji, Pensilvanija. Njegovi roditelji su se razveli kad je imao dve godine, nakon čega ga je odgajala majka, Gladis, koja je radila dva posla kako bi sastavila kraj sa krajem. Bredli, koga su u detinjstvu nazivali „Buč Bredli”", mogao je da bude sa svojim ocem u Detrojtu tokom leta. Njegov otac se bavio automatima za prodaju slatkiša i posedovao je restoran. Kada mu je bilo devet godina, majka ga je upisala u školu Svete Providencije, crnački katolički internat kojim su upravljale sestre presvetog pričešća iz Kornvels Hajtsa u Pensilvaniji. Pohađao je Akademiju Maunt Sent Čarlsa, u Vunsoketu, Roud Ajland. On je maturirao je 1959. godine u Katoličkoj srednjoj školi Sent Tomas Mor u Zapadnoj Filadelfiji, a zatim u još jednoj istorijski crnačkoj školi, Čejni državnom koledžu (sada Čejnijev universitet Pensilvanije) u gradu Čejni u Pensilvaniji, diplomirajući 1964. godine sa diplomom iz obrazovanja. Dok je bio u Čejni Stejtu, Bredli je igrao na ofanzivnim pozicijama za školski fudbalski tim. Njegov prvi posao bio je podučavanje šestog razreda u osnovnoj školi Vilijam B. Man u Filadelfijskom kvartu Vinefild. Dok je predavao, mesečario se u starim WDAS studijima na Edžli drajvu u filadelfijskom Fermaunt parku, radeći besplatno, a kasnije i za minimalnu platu. Programirao je muziku, čitao vesti i pratio košarkaške igre i druge sportove.

## Karijera
Bredlijev uvod u izveštavanje na vestima započeo je na WDAS-FM tokom nereda u Filadelfiji 1960-ih. Godine 1967, on se zaposlio sa punim radnim vremenom u CBS-ovoj njujorškoj radio stanici WCBS. Godine 1971, on se preselio u Pariz u Francuskoj. Prvobitno je živeo od svoje ušteđevine, dok mu nije ponestalo novca, te je počeo da radi kao frilenser za CBS News, pokrivajući Pariske mirovne pregovore. Godine 1972. dobrovoljno se preselio u Sajgon da bi pokrivao rat u Vijetnamu, a provodio vreme i u Pnom Penu pokrivajući rat u Kambodži. Tamo je povređen minobacačkom paljbom, zadobivši rane od šrapnela u leđa i ruku.
Godine 1974, on je bio u Vašingtonu i promovisan je da prati Karterovu kampanju 1976. Zatim je postao dopisnik CBS Njuz iz Bele kuće (prvi crnački dopisnik na toj poziciji) do 1978. godine, kada je pozvan da pređe u CBS Reports, gde je bio glavni dopisnik do 1981. godine. Takođe je radio kao voditelj nedeljnjih vesti CBS-a od 1976. do 1981. Te godine, Volter Kronkajt je napustio mesto voditelja CBS Večernjih vesti i zamenio ga dopisnik emisije 60-minuta Dan Rader, ostavivši upražnjeno mesto koje je popunio Bredli.

### 1964–1971: Rana karijera
Bredli je započeo svoju karijeru kao nastavnik matematike u Filadelfiji 1964. Dok je radio kao nastavnik, takođe je radio u WDAS kao disk džokej. Dok je radio za WDAS, Bredli je pokrivao rasne nerede u Filadelfiji 1964. i intervjuisao Martina Lutera Kinga mlađeg. Ta iskustva su ga navela da nastavi karijeru kao novinar, i Bredli je kasnije izjavio: „Znao sam da me je Bog postavio na ovu zemlju da bih bio na radiu." Bredli se preselio u Njujork 1967. da bi nastavio svoju karijeru kao reporter, radeći za WCBS. Dok je bio pri WCBS-u, Bredli je otkrio da su mu prvenstveno dodeljene priče koje su najrelevantnije za afroameričke slušaoce. Nakon što se suočio sa svojim urednikom o tim zadacima, Bredli je dobio zadatke o širem spektru tema. Bredli je napustio WCBS 1971. godine.

### 1971–1981: Vijetnam, Bela kuća iCVS Večernje vesti
Bredli se preselio u Pariz, Francuska, 1971. Tečno je govorio francuski, a tamo su ga angažovale CBS News kao izveštača. Prešao je u Sajgon 1972. da izveštava o Vijetnamskom ratu i Kambodžanskom građanskom ratu, kao i da izveštava o Pariskom mirovnom sporazumu. Dok je izveštavao u Kambodži, Bredli je ranjen iz minobacačkim šrapnelom. Nakon oporavka, vratio se u Aziju da nastavi da izveštava o oba rata. Bredli je bio jedan od poslednjih američkih novinara koji je evakuisan 1975. tokom pada Sajgona. Nagrađen je nagradama Alfred I. DuPont i Džeordž Polk za svoje izveštavanje u Vijetnamu i Kambodži.
Godine 1976, Bredli je dobio zadatak da pokriva predsedničku kampanju Džimija Kartera 1976. godine, kao i republikanske i demokratske nacionalne konvencije, pokrivajući potonje događaje do 1996. godine. Nakon Karterove pobede, Bredli je postao prvi afroamerički dopisnik iz Bele kuće, a na toj funkciji je bio od 1976–1978. Bredliju se nije svidela pozicija u Beloj kući i vezanost za kretanje predsednika. Takođe 1976, Bredli je počeo da vodi nedeljne večeri emisije CBS Evening News, držeći tu poziciju do 1981. godine. Godine 1978, postao je jedan od glavnih dopisnika dokumentarnog programa CBS Reports, izveštavajući za program do 1981.

## Literatura
- Blair, Gwenda (1988). Almost Golden: Jessica Savitch and the Selling of Television News. New York City: Simon & Schuster. стр. 107. ISBN 978-0671632854.
- Wallace, Mike; Rooney, Andy; Kroft, Steve; Hewitt, Don; Schieffer, Bob (9. 11. 2006). „Ed Bradley Remembered; Interview With Virginia Senator-Elect Jim Webb”. Larry King Live (transcript). Интервју са Larry King. CNN. Приступљено 26. 10. 2008.

## Spoljašnje veze
- Ed Bredli на веб-сајту  (језик: енглески)
- Bradley Ed Bredli на веб-сајту  (језик: енглески)